# شهرستان گرانادا (میسیسیپی)
شهرستان گرانادا، میسیسیپی (به انگلیسی: Grenada County, Mississippi) یک سکونتگاه مسکونی در ایالات متحده آمریکا است که در ایالت میسیسیپی واقع شده‌است.